# CAUTION
「CAUTION」（コーション）は、SERIKA with DOGが1983年9月21日にビクターインビテーションからリリースした1stオリジナル・アルバムである。

## 解説
小室哲哉の音楽プロデューサーとしてのデビュー作。元々ストレートなロックンロールを志向していたバンドが小室の手によってシンセサウンド中心にアルバムになったことに対して、マネージャーはその音の格好良さを絶賛しながらも、ライブではどう再現するかについて悩んでいた。LPのみでの発売で、未だCD化されていない。

## トラックリスト
1. ギアーズレヴォリューション
  - 作詞：SERIKA・鳥井一広
  - 作曲：木根尚登
2. 25:00のアンナ
  - 作詞：松井五郎
  - 作曲：小室哲哉・木根尚登
3. Lady X を捜せ
  - 作詞：松井五郎
  - 作曲：木根尚登
4. クレイジークレイジー
  - 作詞：松井五郎
  - 作曲：小室哲哉
5. 鍵穴から I LOVE YOU
  - 作詞：松井五郎
  - 作曲：木根尚登
6. It's just a Rock'n Roll
  - 作詞・作曲：SERIKA
7. エスケープ
  - 作詞：SERIKA・鳥井一広
  - 作曲：SERIKA
8. フラストレーション EXP.
  - 作詞：松井五郎
  - 作曲：SERIKA
9. Don't you cry no more
  - 作詞：SERIKA
  - 作曲：小室哲哉
10. 渇きいえるまで
  - 作詞：白竜
  - 作曲：木根尚登